# Rue du Taciturne
La rue du Taciturne (Willem de Zwijgerstraat en néerlandais) est une artère de Bruxelles-ville qui va de  la rue de la Loi au square Marie-Louise. Elle fait partie du quartier Nord-Est, dont les plans ont été dessinés par l'architecte Gédéon Bordiau (1875).
La rue du Taciturne porte un nom historique, tout comme la plupart des artères du quartier. Elle a été nommée en l'honneur de Guillaume Ier d'Orange-Nassau, surnommé  le Taciturne, qui joua un rôle capital dans la création des Pays-Bas au XVIe siècle.